# Corvette Summer
Pour plus de détails, voir Fiche technique et Distribution.
Corvette Summer est un film américain écrit et réalisé par Matthew Robbins, produit par Metro-Goldwyn-Mayer et sorti en 1978.

## Synopsis
Kenny Dantley Jr. est un jeune garçon candide amoureux des voitures et plus particulièrement des Corvettes. Il suit des cours de carrosserie et mécanique automobile à l'école et, avec ses camarades, il découvre dans une casse les restes d'une Corvette qui manque de finir broyée. La Corvette est choisie comme base pour le projet et avec l'aide de leur professeur, la classe retape et modifie la Corvette à leurs goûts, dans un style custom alors très en vogue aux États-Unis. Le soir où la voiture est terminée, elle a un succès tellement énorme qu'elle est volée. Kenny est effondré jusqu'à ce qu'on lui dise que sa Corvette aurait été vue à Las Vegas. Il se met alors en route et sur son chemin tombe sur une jeune prostituée en devenir, du nom de Vanessa qui l'amène jusqu'à Las Vegas car elle s'y rend elle-même pour attirer des clients potentiels récoltés dans les casinos. Une fois arrivés à destination, l'attachement de Kenny pour Vanessa deviendra de plus en plus fort et pendant qu'il cherche sans relâche sa Corvette, le jeune garçon vivra une aventure avec Vanessa qui le fera grandir dans sa tête.

## Fiche technique
Sauf indication contraire, les informations mentionnées dans cette section peuvent être confirmées par la base de données cinématographiques IMDb,  présente dans la section « Liens externes ».
- Titre : Corvette Summer
- Réalisation : Matthew Robbins
- Scénario : Hal Barwood et Matthew Robbins
- Pays d'origine :  États-Unis
- Langue originale : anglais
- Format : couleur - 1,85:1 - son mono
- Genre : Aventure, comédie et road movie
- Durée : 105 minutes
- Dates de sortie :

## Distribution
Note : Le film n'a été doublé qu'en 1999 pour sa sortie DVD.
- Mark Hamill (VF : Alexis Tomassian) : Kenneth « Kenny » W. Dantley Jr.
- Annie Potts (VF : Dorothée Pousséo) : Vanessa
- Eugene Roche (VF : Jean-François Kopf) : Ed McGrath
- William Bryant (en) : Conférencier de la police en civil
- Richard McKenzie (en) (VF : Nicolas Marié) : le principal Bacon
- Kim Milford (en) (VF : Alexis Victor) : Wayne Lowry
- Philip Bruns : Gil
- Danny Bonaduce (VF : Hervé Rey) : Kootz
- Jane A. Johnston (VF : Françoise Vallon) : Mme Dantley
- Albert Insinnia : Ricci
- Stanley Kamel : Las Vegas Con Man
- Jason Ronard : Tony
- Brion James : Jeff
- John Miller : le principal
- Dick Miller : M. Lucky
- Isaac Ruiz : Tico
- Jonathan Terry : le policier Van Nuys

 Source et légende : version française (VF) sur RS Doublage et selon le carton du doublage français sur le DVD zone 2.

## Autour du film
À l'origine, le film devait avoir pour titre Stingray mais un autre film de ce nom (réalisé par Richard Taylor) est sorti durant le tournage. Il a donc été rebaptisé Corvette Summer.
Avant le début du tournage, les deux acteurs principaux ont été chacun victime d'un accident de voiture : Mark Hamill a eu le nez cassé et Annie Potts les jambes blessées. La popularité de Mark Hamill pour son rôle de Luke Skywalker dans Star Wars fut mise en avant pour que le film attire le public notamment dans les bandes-annonces et teasers du film.
Annie Potts a été nommée en 1979 dans ce film en tant que meilleur rôle féminin et actrice débutante.

## Accueil critique
Les critiques du film auraient été négatives à 43 % notamment celle de Janet Maslin dans le journal New York Times. Pourtant, les 57 % de critiques positives ont incité le public à aller le voir et il est aujourd'hui très connu aux États-Unis et en Allemagne.
Malgré ça, le public est aujourd'hui partagé au sujet du film : certains disent qu'à cause de son titre, le film ne fait que la promotion d'une marque de voiture de l'époque et combien elles sont importantes au vu de l'insistance du héros à aller récupérer la Corvette volée, mais également de l'immaturité de la jeunesse car Vanessa vend son corps dans les casinos à Las Vegas sans que cela ne semble poser de problème à personne. D'autres disent qu'il s'agit d'un film de passage à l'âge adulte car au fil du film, la Corvette volée et le monde de la prostitution sont délaissés pour faire place à la relation en Kenny et Vanessa qui prend plus d'importance jusqu'à devenir une histoire sentimentale. De plus, les personnages évoluent et commencent à prendre de vraies responsabilités comme trouver du travail honnête. Cependant, le film est toujours considéré comme discutable bien que sympathique.[réf. nécessaire]